# Jankovac (Bihać)
Jankovac es un pueblo ubicado en el municipio de Bihać, en el cantón de Una-Sana, Bosnia y Herzegovina.

## Superficie
Posee una superficie de 1,74 kilómetros cuadrados.

## Demografía
Hasta 1991 la población era de 15 habitantes.